# Mark James
Mark James (Houston, 29 de novembro de 1940 – Nashville, 8 de junho de 2024), nome artístico de Francis Rodney Zambon, foi um compositor americano. Compôs hits para cantores como B.J. Thomas, Brenda Lee e Elvis Presley, mais notavelmente o último hit número 1, "Suspicious Minds".